# لاري ديمون
لاري ديمون (بالإنجليزية: Larry Damon)‏ هو منافس ألعاب قوى أمريكي، ولد في 8 ديسمبر 1933 في برلينغتون في الولايات المتحدة.

## وصلات خارجية
- لاري ديمون على موقع أوليمبيديا (الإنجليزية)